# ムスリム・サリコフ
ムスリム・サリコフ（ロシア語: Муслим Салихов、英語: Muslim Salikhov、1984年6月9日 - ）は、ロシアの男性総合格闘家、散打選手。ダゲスタン共和国マハチカラ出身。アメリカン・トップチーム/ベルクトFC所属。

## 来歴
ブイナクスクで生まれる。幼少期から国立の学術機関である全寮制の武術学校「Five Directions of the World（Пять сторон света）」に入学して散打を始め、2008年北京オリンピック優勝、世界選手権で5度優勝、スポーツアコード・ワールドコンバットゲームズで優勝している。また、キックボクシングでは199戦185勝の戦績を収めている。

### 総合格闘技
2011年、 プロ総合格闘技デビュー。ローカル団体でメルヴィン・ギラード等に勝利し、14戦13勝の戦績を収める。

### UFC
2017年11月25日、UFC初参戦となったUFC Fight Night: Bisping vs. Gastelumでアレックス・ガルシアと対戦し、リアネイキドチョークで2R一本負け。
2018年7月20日、米国アンチドーピング機関（USADA）から6月7日の競技外検査でサリコフから採取された検体がドーピング違反の可能性があると通告され暫定出場停止処分を受けた。2019年3月4日、検体から検出されたDHCMTの長期代謝物であるM3について、USADAは最近に摂取された可能性がきわめて低いこと、ならびに、長期的代謝物が少量だったことからサリコフがパフォーマンス向上の利益を得ていないことを結論づけ、サリコフに対する全ての違反容疑を棄却したことが発表された。
2019年9月7日、UFC 242でノーディン・タレブと対戦し、右フックで1RKO勝ち。パフォーマンス・オブ・ザ・ナイトを受賞した。
2022年7月16日、UFC on ABC: Ortega vs. Rodríguezでウェルター級ランキング14位のリー・ジンリャンと対戦し、右ストレートでダウンを奪われグラウンドの肘打ち連打で2RTKO負け。
2022年11月19日、UFC Fight Night: Nzechukwu vs. Cuțelabaでアンドレ・フィアリョと対戦し、右スピニングバックキックを効かせ追撃のスタンドパンチ連打で3RTKO勝ち。パフォーマンス・オブ・ザ・ナイトを受賞した。
2024年11月23日、UFC Fight Night: Yan vs. Figueiredoでソン・ケナンと対戦し、右スピニングバックキックで1RKO勝ち。パフォーマンス・オブ・ザ・ナイトを受賞した。

## 戦績
| 総合格闘技 戦績 | 総合格闘技 戦績 | 総合格闘技 戦績 | 総合格闘技 戦績 | 総合格闘技 戦績 | 総合格闘技 戦績 | 総合格闘技 戦績 |
| --------------- | --------------- | --------------- | --------------- | --------------- | --------------- | --------------- |
| 27 試合         | (T)KO           | 一本            | 判定            | その他          | 引き分け        | 無効試合        |
| 22 勝           | 15              | 2               | 5               | 0               | 0               | 0               |
| 5 敗            | 2               | 2               | 1               | 0               | 0               | 0               |

| 勝敗 | 対戦相手                                  | 試合結果                                                   | 大会名                                                   | 開催年月日     |
| ○    | カルロス・レアル                          | 1R 0:42 KO（右ストレート）                                 | UFC on ABC 9: Whittaker vs. de Ridder                    | 2025年7月26日  |
| ○    | ソン・ケナン                              | 1R 3:45 KO（右スピニングバックキック→パウンド）            | UFC Fight Night: Yan vs. Figueiredo                      | 2024年11月23日 |
| ○    | サンチアゴ・ポンジニッビオ                | 5分3R終了 判定2-1                                          | UFC on ESPN 59: Namajunas vs. Cortez                     | 2024年7月13日  |
| ×    | ランディ・ブラウン                        | 1R 3:17 KO（右ストレート→パウンド）                        | UFC Fight Night: Dolidze vs. Imavov                      | 2024年2月3日   |
| ×    | ニコラス・ダルビー                        | 5分3R終了 判定0-3                                          | UFC on ESPN 47: Vettori vs. Cannonier                    | 2023年6月17日  |
| ○    | アンドレ・フィアリョ                      | 3R 1:03 TKO（右スピニングバックキック&スタンドパンチ連打） | UFC Fight Night: Nzechukwu vs. Cuțelaba                  | 2022年11月19日 |
| ×    | リー・ジンリャン                          | 2R 4:38 TKO（右ストレート→グラウンドの肘打ち連打）         | UFC on ABC 3: Ortega vs. Rodríguez                       | 2022年7月16日  |
| ○    | フランシスコ・トリナウド                  | 5分3R終了 判定3-0                                          | UFC Fight Night: Rozenstruik vs. Sakai                   | 2021年6月5日   |
| ○    | エリゼウ・ドス・サントス                  | 5分3R終了 判定2-1                                          | UFC 251: Usman vs. Masvidal                              | 2020年7月12日  |
| ○    | ラウレアノ・スタロポリ                    | 5分3R終了 判定3-0                                          | UFC Fight Night: Maia vs. Askren                         | 2019年10月26日 |
| ○    | ノーディン・タレブ                        | 1R 4:26 KO（右フック）                                     | UFC 242: Khabib vs. Poirier                              | 2019年9月7日   |
| ○    | リッキー・レイニー                        | 2R 3:56 KO（右フック→パウンド）                            | UFC on FOX 29: Poirier vs. Gaethje                       | 2018年4月14日  |
| ×    | アレックス・ガルシア                      | 2R 3:22 リアネイキドチョーク                               | UFC Fight Night: Bisping vs. Gastelum                    | 2017年11月25日 |
| ○    | メルヴィン・ギラード                      | 1R 1:33 KO（スピニングフックキック）                       | Kunlun Fight MMA 12                                      | 2017年6月1日   |
| ○    | アコンドゥ・エスプレット エヴィ・ヨハネス | 1R 3:23 肩固め                                             | International Pro Fighting Championship: YunFeg Showdown | 2017年5月25日  |
| ○    | イワン・ジョルジ                          | 1R 1:04 KO（右スピニングバックキック）                     | Kunlun Fight: Cage Fight Series 6                        | 2016年10月21日 |
| ○    | ジャン・ガン                              | 1R 肩固め                                                  | Superstar Fight 3                                        | 2016年5月21日  |
| ○    | アルテム・ショカロ                        | 1R 2:31 KO（スピニングバックキック）                       | Cage Fighting: Dagestan                                  | 2016年4月2日   |
| ○    | クルバンジャン・トゥルオシバケ            | 1R 0:18 TKO（スピニングバックキック→パウンド）             | Bullets Fly FC 3                                         | 2016年1月16日  |
| ○    | 山下剛                                    | 1R TKO（パンチ連打）                                       | W.I.N. FC                                                | 2015年7月18日  |
| ○    | チン・ゲレ                                | 1R 3:50 KO（パンチ連打）                                   | CKF World Federation: Zhong Wu Ultimate Fighting         | 2015年4月18日  |
| ○    | ヴィクトル・スコテスキー                  | 1R 4:27 TKO（パンチ連打）                                  | M-1 Challenge 53                                         | 2014年11月25日 |
| ○    | フィリップ・コタリック                    | 1R 3:05 KO（パンチ）                                       | M-1 Challenge 44                                         | 2013年11月30日 |
| ○    | デヤン・トパルスキー                      | 5分3R終了 判定3-0                                          | M-1 Challenge 38                                         | 2013年4月9日   |
| ×    | クリス・ホカム                            | 1R 1:40 リアネイキドチョーク                               | Beirut Elite Fighting Championship: First Blood          | 2012年12月15日 |
| ○    | ダンカオ・サクダ                          | 1R 6:56 KO（パンチ）                                       | Top of the Forbidden City 4                              | 2011年8月19日  |
| ○    | ワン・ホン・タオ                          | 1R 0:51 TKO（腕の負傷）                                    | Top of the Forbidden City 2                              | 2011年7月22日  |

## 表彰
- UFCパフォーマンス・オブ・ザ・ナイト（3回）